# Jozef Kostini
Jozef Kostini [jozef kostyny] (* 7. října 1934), uváděný i jako Jozef Kostíni, je bývalý slovenský fotbalista.

## Hráčská kariéra
V československé lize hrál za Jednotu Košice. Nastoupil ve 33 ligových utkáních a vstřelil celkem 6 prvoligových branek.

### Prvoligová bilance
| Ročník          | Zápasy | Góly | Minuty | Klub           |
| --------------- | ------ | ---- | ------ | -------------- |
| I. liga 1958/59 | 8      | 2    | –      | Jednota Košice |
| I. liga 1959/60 | 25     | 4    | –      | Jednota Košice |
| CELKEM I. LIGA  | 33     | 6    | –      |                |